# Portulaca rausii
Portulaca rausii är en portlakväxtart som beskrevs av Avinoam Danin. Portulaca rausii ingår i släktet portlaker, och familjen portlakväxter. Inga underarter finns listade i Catalogue of Life.